# پرواز شماره ۵۷۱ نیروی هوایی اروگوئه
پرواز شماره ۵۷۱ نیروی هوایی اروگوئه یکی از بحث برانگیزترین حوادث هوایی رخ داده بر فراز کوه‌های آند است. در طی این پرواز یک هواپیما در روز ۱۳ اکتبر ۱۹۷۲ با ۴۵ سرنشین سقوط کرد. بازماندگان نهایی این سانحه که ۱۶ نفر بودند در ۲۳ دسامبر ۱۹۷۲ (۲ ماه و ۱۰ روز بعد از سقوط) پیدا شدند.
بیش از یک چهارم از مسافران در لحظات اولیه سقوط مرده و بقیه نیز از سرما و گرسنگی و بر اثر جراحات وارده در گذشتند. افراد باقی‌مانده در ارتفاعات و در مقابله با سرمای وحشتناک، دوران بسیار سختی را گذراندند. آن‌ها برای بقای حیاتشان مجبور شدند از بقایای دوستانشان که درگذشته بودند تغذیه کنند. علت بحث برانگیز بودن این واقعه متهم شدن بازماندگان به قتل عمد سایرین برای تغذیه از آنهاست.
گروه‌های جستجوگر تا هفتاد و دو روز بعد از حادثه هیچ خبری از بازماندگان حادثه نداشتند. تا اینکه دو تن از بازماندگان حادثه به نام‌های روبرتو کانه سا و ناندو پارادو پس از دوازده روز راهپیمایی و با کمک یک روستایی شیلیایی به نام سرجیو کاتالان توانستند خبر دهند که عده‌ای زنده مانده‌اند.

## سقوط هواپیما
در روز جمعه سیزدهم اکتبر ۱۹۷۲ یک تیم آماتور راگبی از دانشگاه قدیمی مونته ویدئو به منظور مسابقه با یک تیم شیلیایی در سانتیاگو با یک هواپیمای FH-227D پرواز کردند. البته سفر یک روز قبل آغاز شده بود اما به دلیل بدی آب و هوا هواپیما و مسافرانش مجبور به یک توقف یک روزه در فرودگاه بین‌المللی کاراسکو در شهر مندوزا شدند. در پرواز مجدد که در ارتفاع بیست و دو هزار و پانصد پایی از زمین انجام شد خلبان نمی‌توانست به صورت مستقیم به سانتیاگو برود. او ابتدا باید به کوه‌های آند رسیده و سپس با چرخش به سمت غرب به مسیرش ادامه می‌داد. هواپیما در بعد از ظهر، زمانی به بالای کوه‌های آند رسید که هوا به شدت ابری بود؛ بنابراین خلبان باید فقط متکی به رادار حرکت می‌کرد. بر اساس یک اشتباه مهلک خلبان به تصور آنکه به سانتیاگو رسیده‌است ارتفاع را کم کرد. اما لحظاتی بعد هواپیما با ارتفاعات قله کوه برخورد کرد و در همان لحظات اولیه حفره‌ای در عقب هواپیما به وجود آمد سپس ضربه دیگری به سمت چپ هواپیما وارد آمد و در نهایت هواپیما بر روی زمین و بر روی برف و شیب کوه سرخورده و با برخورد با یک صخره متوقف شد. در زمان اولیه سقوط ۱۲ تن از مسافران در گذشته و سپس در ساعات اولیه سقوط نیز ۶ نفر دیگر بر اثر شدت مجروحیت در گذشتند. از میان ۲۷ نفر باقی‌مانده نیز تعدادی دچار شکستگی‌های متعدد شدند. از اینجا به بعد فاجعه به شکل دیگری ادامه یافت، زیرا هیچ‌یک از مسافران وسایلی برای زنده ماندن در یخبندان و برف نداشتند. فقط دو دانشجوی پزشکی سعی کردند با تخته‌های چوب برای کسانی که دچار شکستگی شده بودند امکاناتی فراهم بیاورند.

## جستجو

نقشه محل حادثه، نقطه‌چین‌های سبزرنگ مسیر طی شده توسط بازماندگان است

پس از انتشار خبر سقوط هواپیما سه گروه از سه کشور، عملیات جستجوی خود را آغاز کردند اما به دلیل قرار گرفتن هواپیمای سفید رنگ در میان انبوه برف‌ها موفقیتی به دست نیامده و پس از هشت روز، جستجو متوقف شد. بازماندگان سقوط هواپیما که از طریق یک رادیوی ترانزیستوری کوچک اخبار را با سختی دنبال می‌کردند، متوجه شدند که جستجو برای یافتن آن‌ها متوقف شده‌است. «روی هارلی» که این خبر تاسف بار را شنیده بود آن را به اطلاع دیگران رساند. «پاول راید» در یک مصاحبه پس از نجات یافتن می‌گوید: ما همه دور «روی» جمع شده بودیم اما چون صدای رادیو بسیار ضعیف بود او رادیو را به گوشش چسبانده و خبرها را گوش می‌کرد. وقتی خبر را شنید با گریه شدید گفت: بچه‌ها فقط دعا کنید، آن‌ها جستجو را متوقف کردند.

## بیم و امید
در ابتدا ما را بهت و حیرت فرا گرفت اما "نیکو لیچ" فریاد زد ما خودمان باید خودمان را نجات دهیم، جرئت داشته باشید بچه‌ها ما از اینجا خارج می‌شویم. بازمانده‌ها چند بسته کوچک غذا داشتند و مقداری نوشیدنی و چند بسته شکلات. آن‌ها به تدریج و پس از تمام شدن نوشیدنی‌ها روشی برای آب کردن برف و نگهداری آن در بطری‌ها پیدا کردند اما علی‌رغم جیره‌بندی سخت، غذاها تمام شد. در آن ارتفاع بالا و یخبندان هیچ گیاه یا جانداری برای شکار و تهیه غذا وجود نداشت. بحث‌های سختی درگرفت اما در نهایت برای ادامه زندگی آن‌ها مجبور شدند که از جسد در گذشتگان به عنوان غذا استفاده کنند. در کتاب "معجزه در آند" که کتابی در مورد این حادثه و آنچه بر او و همراهانش گذشت در سال ۲۰۰۶ چاپ کرد، در مورد این تصمیم می‌گوید: در آن ارتفاع هیچ غذایی وجود نداشت بارها اطراف را گشتیم اما هیچ چیزی به دست نیاوردیم. ما سعی کردیم چمدانها را پاره کرده و آن را به باریکه‌های چرمی تبدیل کرده و به عنوان غذا بخوریم اما مواد شیمیایی به کار رفته در آن‌ها امکان خوردن آن‌ها را از ما گرفت. روکش صندلی‌ها را کندیم بخوریم اما آن‌ها هم همین مشکل را داشتند. بقیه چیزها هم آلومینیومی و پلاستیکی بودند.
در صبح روز ۲۹ اکتبر در حالی که افراد در داخل بقایای هواپیما در حال استراحت بودند یک بهمن فرو ریخت و آن‌ها در داخل هواپیما محبوس شدند. «ناندو پارادو» سعی کرد با سوراخ کردن بدنه هواپیما یک راه تنفس به وجود آورد آن‌ها ۳ روز را در این فضای وحشتناک به سر بردند. پس از نجات از بهمن‌ها به این نتیجه رسیدند که ماندن در این مکان راه چاره نیست. آن‌ها باید حرکت کنند زیرا علاوه بر آن، دچار برف کوری و کمبود آب در بدنشان به دلیل حضور در ارتفاعات شده بودند. بازمانده‌ها فکر می‌کردند اگر از ارتفاعات عبور کنند و در مسیر شرق بروند به کشور شیلی خواهند رسید؛ بنابراین تصمیم گرفتند که یک تعداد از افراد برای آوردن گروه نجات بروند. برای آن‌ها غذای بیشتر و لباسهای گرمتر در نظر گرفتند. ترکیب گروه زیاد مهم نبود اما «پارادو» که نسبت به بقیه فعال تر بود خود را به عنوان اولین داوطلب معرفی کرد. به دنبال آن دو دانشجوی پزشکی نیز آمادگی خود را اعلام کردند. بیشتر افراد از اینکه داوطلب شوند بیم داشتند آن‌ها فکر می‌کردند این توانایی را ندارند که به راهپیمایی در مسافت‌های دور دست بروند در نهایت پس از تکمیل نفرات گروه نجات تصمیم گرفتند ابتدا در مسیرهای نزدیک تمرین کنند سپس با کمتر شدن سرما راهپیمایی اصلی را انجام دهند.

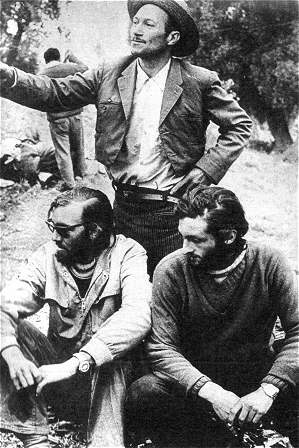
ناندو پارادو (نشسته سمت چپ) و روبرتو کانه سا (نشسته سمت راست) در کنار سرجیو کاتالان

تقریباً ۷ هفته بعد گروه، عملیات اصلی را آغاز کردند. آن‌ها پس از چندین ساعت راهپیمایی به بخش دم هواپیما رسیدند. این بخش به‌طور کامل دست نخورده باقی‌مانده بود. مقداری سیگار، شکلات، پوشاک تمیز و نیز تعدادی کتاب طنز توسط آن‌ها یافت شد. این حادثه در تقویت روحیه گروه تأثیر زیادی گذاشت. از همه مهم‌تر اینکه برای اقامت در شب یک مکان مناسب پیدا کرده بودند. صبح روز بعد گروه حرکتش را به سمت شرق ادامه داد ولی شب دوم مجبور شدند که در فضای باز اقامت کنند. سرمای کشنده آن‌ها را رو به مرگ برد و آن‌ها به این نتیجه رسیدند که بهتر است به محل استقرار شب قبل یعنی دم هواپیما بازگردند و در همان‌جا صرفاً به انجام اقداماتی برای رساندن پیام کمک خواهی ازجمله سر دادن فریاد کمک بسنده کنند. آن‌ها به محل افتادن دم هواپیما برگشته و با کمک باتری‌های هواپیما و قطعات باقی‌مانده سعی کردند یک فرستنده رادیویی بسازند. گروه چند روز به سرپرستی «روی هارلی» که از الکترونیک اطلاعاتی داشت تلاشش را برای ساخت فرستنده ادامه داد. اما تلاش‌هایشان بی‌نتیجه ماند؛ بنابراین هیچ راهی جز عبور از قله کوه‌ها باقی نمانده بود.
گروهی که از سقوط هواپیمای اروگوئه‌ای جان سالم به در برده بودند همچنان نگران سرنوشت دوستانی بودند که از آن‌ها جدا شده و برای کمک آوردن به سوی مرز شیلی رفته بودند. گروه داوطلب مجبور بودند برای نجات خودشان به راهپیمایی سخت و مبارزه با سرما بپردازند. البته تحمل سرمای روز امکان‌پذیر بود اما سرمای شب در میان برف‌ها غیرممکن بود؛ بنابراین راه چاره این بود که نوعی کیسه خواب گرم برای خوابیدن در شب بسازند. «ناندو پارادو» توانست با استفاده از مواد عایق و چرم صندلی هواپیما یک نوع کیسه خواب سه لایه را درست کند. این کیسه خواب می‌توانست به خوبی گروه را از سرمای کشنده حفظ کند. اعضای گروه همگی در این وضعیت از مادر پارادو یاد کردند که به او اندکی دوخت و دوز یاد داده بود. این تخصص در چنین زمان و مکانی می‌توانست جان آن‌ها را نجات دهد. بعد از آنکه کیسه خواب‌ها آماده گردید گروه متقاعد شد که به کوهپیمایی اش ادامه دهد.
آنها در ۱۲ دسامبر دوباره حرکت کردند پارادو که گروه را هدایت می‌کرد به همراه دوستانش پس از ۳ روز راهپیمایی به قله یک کوه رسیدند. آن‌ها در زمان صعود با کمبود اکسیژن نیز مواجه بودند. اما به این فکر می‌کردند که پس از رسیدن به قله راه سرازیری را در پیش گرفته و در نهایت می‌توانند به طرف کشور شیلی بروند. اما وقتی به قله رسیدند آنچه ملاحظه کردند برایشان غیر باور بود. تا چشم کار می‌کرد کوه‌های متعدد دیده می‌شد. آن‌ها می‌دانستند پایین رفتن از قله انرژی زیادی از آنان خواهد گرفت اما فکری به نظرشان رسید. «کانه سا» به سمت دم هواپیما بازگشت تا با بدنه فلزی هواپیما چند سورتمه درست کند. پس از آماده شدن سورتمه‌ها آن‌ها وقتی به تدریج از کوه پایین می‌آمدند یک دره کوچک را دیدند که یک رودخانه در میان آن در جریان بود. تصمیم گرفتند وقتی به پایین دره رسیدند در مسیر رودخانه حرکت کنند آن‌ها پس از چند روز راهپیمایی تعدادی گاو را در آن سوی رودخانه دیدند که مشغول چرا هستند. این موضوع برایشان باور کردنی نبود.
از خستگی مفرط دیگر جان نداشتند که راه بروند به ناچار در همان محل آتشی روشن کردند تا هم گرم شوند و هم اگر کسی در آن محل بود از حضور آن‌ها مطلع شود. پس از چند ساعت آن‌ها یک مرد را در حالی که بر روی اسب سوار بود در آن سوی رودخانه دیدند. «کانه سا» در ابتدا فکر می‌کرد دچار توهم شده‌است اما وقتی یک نفر به سه نفر تبدیل شد موضوع از شکل توهم خارج شد و آن‌ها تلاش کردند تا با سر و صدا اعلام کنند که به کمک نیاز دارند. سوار و همراهانش رفتند و آن‌ها تصمیم گرفتند که پس از استراحت شبانه فردا به راهشان ادامه دهند اما روز بعد آن مرد با مقداری غذا به کنار رودخانه بازگشت. او خودش را کاتلان معرفی کرد و غذاها را برای آن‌ها پرتاب کرد. بعد گروه با یک ماتیک قرمز بر روی کاغذ یادداشتی نوشته و آن را دور یک سنگ پیچیده و به آن سوی رودخانه پرتاب کردند. کاتلان موضوع را به پسرانش گفت و بعد به گروه یاد داد که چگونه به مسیرشان ادامه دهند تا به یک پل برسند و بتوانند به آن سوی رودخانه بروند. قرار شد تا زمانی که آن‌ها به پل برسند پسرهای کاتلان نیز موضوع را خبر داده و گروه کمکی را به محل بیاورند. گروه پس از راهپیمایی و عبور از پل به روستای پونته رسیدند و در آنجا مستقر شدند.

## سرانجام

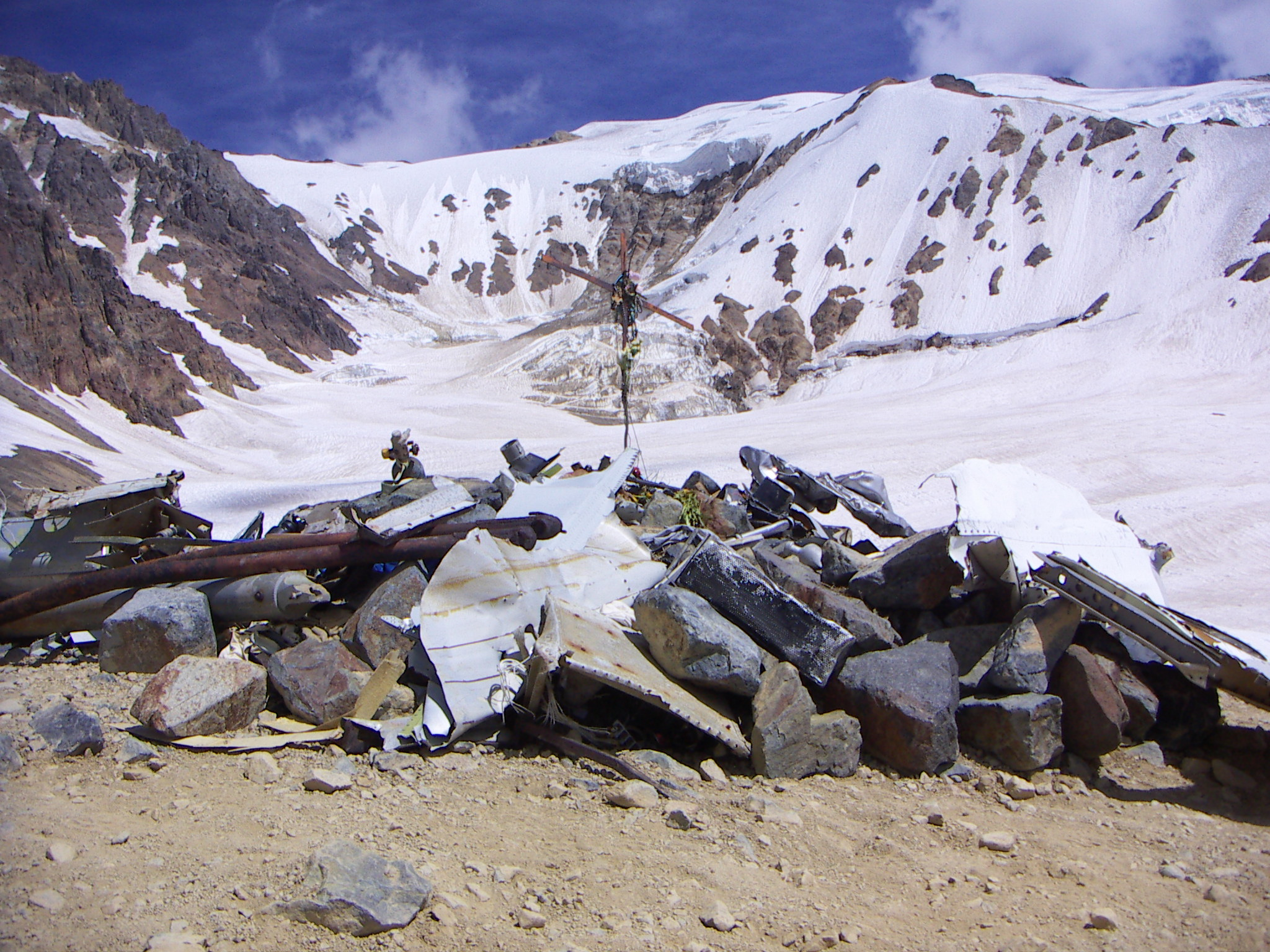
بنای یادبود درگذشتگان پرواز شماره ۵۷۱ نیروی هوایی اروگوئه

در این بین ارتش شیلی از موضوع با خبر شد و اقدام به انتقال گروه به سانتیاگو نمود. در همین حین نیز هلیکوپترهای ارتش علی‌رغم مه گرفتگی پرواز کرده و توانستند بقیه بازماندگان را پیدا کنند. تا آن زمان همه فکر می‌کردند تمام سرنشینان هواپیما مرده‌اند. با انتشار خبر نجات افراد، گروه‌های مختلف خبری به منطقه آمدند تا گزارش‌های دست اول را از ماجرا تهیه کنند. هلیکوپترها در آب و هوای توفانی افراد را پیدا کردند اما به سبب مه غلیظ نتوانستند نیمی از افراد را نجات دهند بنابراین باز هم یک گروه مجبور شد یک شب دیگر را در باقی‌مانده هواپیما سر کند. صبح فردا بقیه افراد نیز نجات یافته و مستقیماً به بیمارستان برده شدند. اکثر آن‌ها دچار کم‌آبی بدن، سوء تغذیه و شکستگی اعضای بدن بودند. پس از نجات گروه، شایعات بسیاری در مورد آن‌ها ساخته شد به همین جهت پس از بهبودی نسبی آن‌ها یک مصاحبه مطبوعاتی در روز ۲۸ دسامبر در دانشگاه استلا برگزار شد تا همه چیز روشن شود. پس از پایان ماجرا در محل سقوط هواپیما و محل دفن کشته شدگان با قرار دادن سنگ‌ها روی یکدیگر و یک تابلوی آهنی، یک بنای یادبود ساخته شد. تمامی بقایای هواپیما نیز سوزانده شد تا دیگر هیچ نوع کنجکاوی نسبت به این ماجرا وجود نداشته باشد. پس از آن کتاب‌های متعددی از این ماجرا تهیه و چاپ شد و اولین کتاب را دو سال پس از حادثه یکی از بازماندگان به نام «آندریاس سورویوس» منتشر کرد. او در مورد دلیل انتشار کتاب گفته‌است «در مورد این حادثه حرف‌های زیادی زده شده، من این کتاب را نوشتم تا به صورت دقیق توضیح دهم که چه بر ما گذشت»

## فیلم‌های اقتباسی
- زنده (فیلم ۱۹۹۳)
- جامعه برفی (۲۰۲۳)